# Viagem de Deng Xiaoping ao Sul

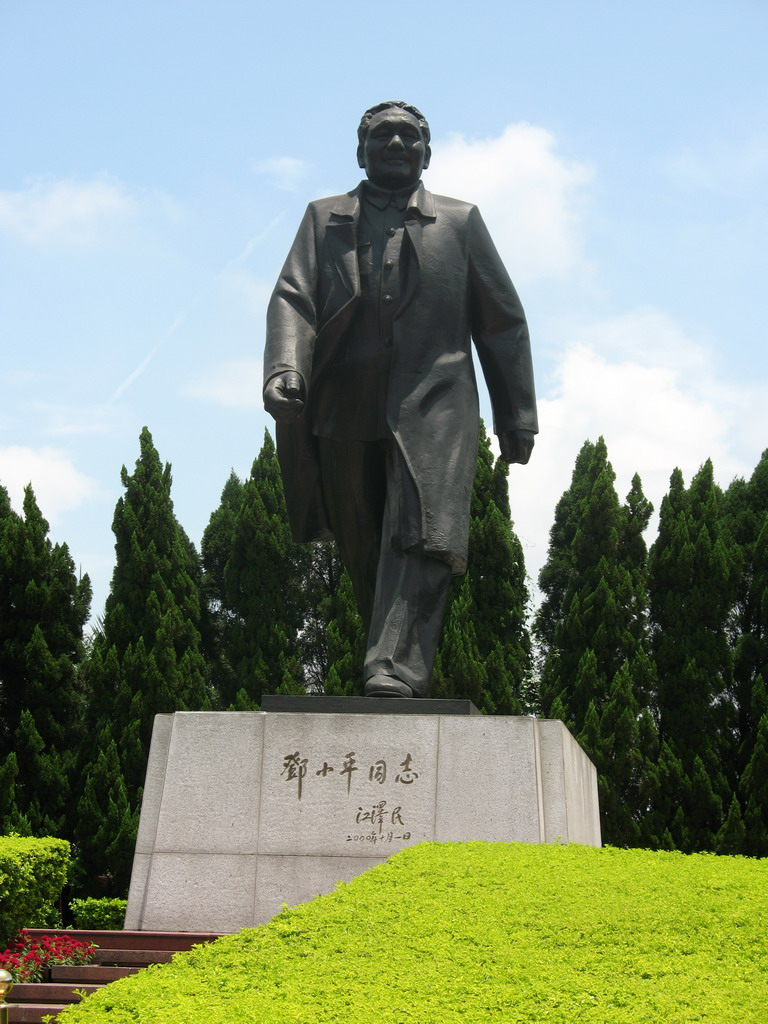
Estátua de Deng Xiaoping no topo do Parque Lianhuashan em Shenzhen, China.

A Viagem de Deng Xiaoping ao Sul (chinês tradicional: 鄧小平 南巡, chinês simplificado: 邓小平 南巡), ou a Viagem ao Sul de 1992 (chinês: 九二南巡), foi a viagem que Deng Xiaoping, então já aposentado de sua posição como líder supremo da China, fez no sul da China, passando por Shenzhen, Zhuhai, Cantão e Xangai entre 18 de janeiro e 21 de fevereiro de 1992. As falas e observações feitas por Deng durante a viagem impulsionaram e reforçaram a implementação de seu programa de "Reformas e Abertura" na China continental que haviam pausado após os protestos na Praça da Paz Celestial em 1989. Deng desejava que a província de Cantão alcançasse os "quatro tigres asiáticos" em termos de desenvolvimento econômico dentro de 20 anos. A Viagem ao Sul de 1992 é amplamente considerada como um ponto crítico na história moderna da China, pois salvou a reforma econômica chinesa e o mercado de capitais ao mesmo tempo em que preservou a estabilidade da sociedade.
Durante a turnê, Deng enfatizou a vários líderes militares do Exército de Libertação Popular, incluindo Yang Shangkun, Liu Huaqing e Yang Baibing, que "aqueles que não promovem a reforma devem ser retirados de suas posições de liderança", forçando Jiang Zemin, então Secretário-Geral do Partido Comunista da China, a apoiar e dar continuidade ao programa de reformas e abertura. Algumas das observações e comentários de Deng durante a viagem tornaram-se célebres, como: "eu não me importo se o gato é preto ou branco, contanto que pegue ratos", escrita originalmente por ele na década de 1960, e "o desenvolvimento é de importância primordial", bem como " [o governo de Shenzhen] deve ser mais ousado na realização das reformas e da abertura, se atrever a fazer experimentos e não deve agir como mulheres com os pés atados".
No entanto, embora o próprio Deng tenha mencionado que a luta contra a corrupção deveria ser imposta em todo o processo de reformas e abertura e enfatizado a importância do estado de direito, a Viagem ao Sul não resolveu a questão da corrupção, bem como ampliou a desigualdade econômica na China e não retomou as reformas políticas da China que fracassaram nos protestos da Praça da Paz Celestial em 1989.

## Contexto histórico

### Pausa da Reforma e Abertura
Os membros do Comitê Central do Partido Comunista da China tiveram sérias divergências sobre o futuro do programa de reformas e abertura após os protestos na Praça da Paz Celestial de 1989. Depois que Zhao Ziyang, ex-Secretário-Geral e um dos principais líderes reformistas, foi forçado a abandonar sua posição de apoio aos estudantes e de oposição à repressão militar nos protestos da Praça da Paz Celestial, Jiang Zemin foi nomeado como novo secretário-geral com o apoio de vários poderosos líderes conservadores da ala à esquerda do Partido Comunista, como Chen Yun e Li Xiannian.
Em novembro de 1989, o Comitê Central aprovou uma resolução afirmando que o ritmo das reformas estava muito rápido e decidindo por revisar as mudanças. Como resultado, o programa de reformas e abertura chegou a um impasse, especialmente após as revoluções de 1989 no Leste Europeu e durante a época da dissolução da União Soviética em 1991. 

### Guerra midiática
A partir da primavera de 1991, o jornal Diário da Libertação (Jiěfàng Rìbào), de Xangai, publicou vários artigos de autoria de "Huang Fuping (皇甫 平)" promovendo as reformas, o que rapidamente ganhou apoio das autoridades locais e da população. Por outro lado, várias mídias de Pequim controladas por Jiang Zemin e Li Peng (então primeiro-ministro da China ) reagiram fazendo críticas diárias aos artigos de "Huang Fuping" e questionaram se a China estava seguindo por um caminho capitalista ou socialista. 

## A viagem
Deng Xiaoping começou sua viagem ao sul em 18 de janeiro de 1992, quando visitou o distrito de Wuchang em Wuhan, na província de Hubei, bem como Changsha, na província de Hunan. Ele então visitou várias cidades na província de Cantão, incluindo Shenzhen, Zhuhai e a cidade de Cantão, de 19 a 29 de janeiro. Após isso, Deng ficou brevemente na província de Jiangxi e, em 31 de janeiro, chegou a Xangai, a última parada de sua viagem no sul. Após passar o ano novo chinês de 1992 em Xangai, Deng visitou brevemente Nanquim na província de Jiangsu assim como a província de Anhui em sua volta a Pequim em 20 de fevereiro. 
A princípio, a viagem ao sul de Deng foi ignorada por Pequim e pela mídia nacional, que estavam sob o controle dos rivais políticos de Deng. Jiang Zemin, secretário-geral do Partido Comunista da China desde 1989, mostrou pouco apoio. No entanto, a mídia de Hong Kong foi a primeira que informou sobre a viagem de Deng após receber a confirmação do governo de Shenzhen, enquanto o Diário da Zona Especial de Shenzhen (chinês: 深圳特区报) mais tarde apresentou um relatório detalhado sobre a viagem em um artigo em 26 de março mesmo sem receber a aprovação do governo central da China, tornando-a a primeira mídia a fazê-lo na China continental.

### Shenzhen

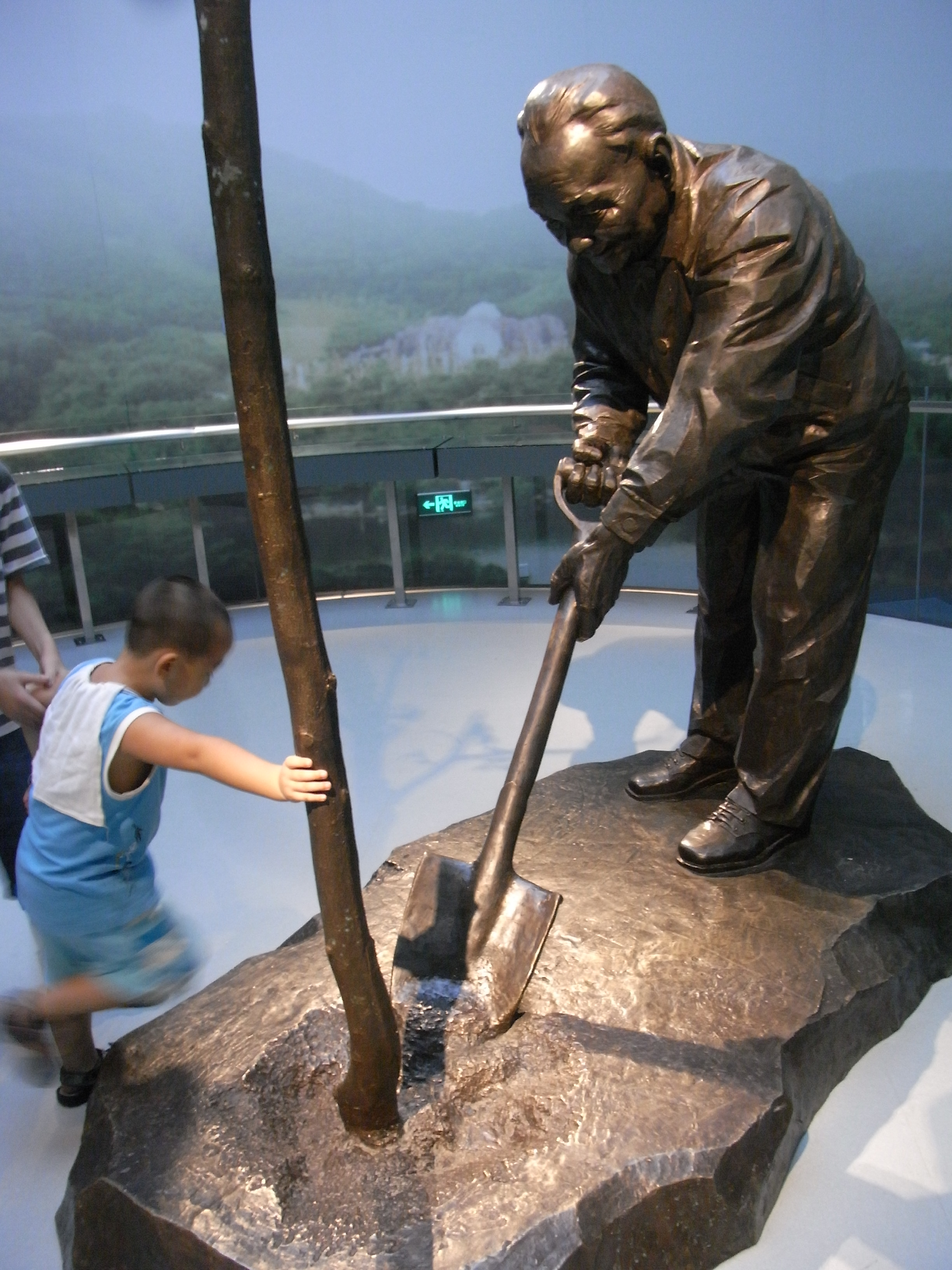
Em 22 de janeiro de 1991, Deng Xiaoping plantou uma árvore no Jardim Botânico do Lago das Fadas em Shenzhen.

Por volta das 9 horas da manhã de 19 de janeiro de 1992, Deng Xiaoping chegou a Shenzhen, uma das primeiras zonas econômicas especiais da China aprovadas por ele, e foi calorosamente recebido pelas autoridades locais, incluindo Xie Fei, então secretário do Partido Comunista da província de Cantão. Deng visitou o Prédio Guomao e algumas empresas de tecnologia no dia seguinte. Em 21 de janeiro, visitou a Cidade Chinesa do Exterior (chinês: 华侨城 e a Esplêndida Vila Popular da China (chinês: 锦绣中华民俗村). Na manhã de 22 de janeiro, Deng visitou o Jardim Botânico do Lago das Fadas junto com sua esposa, filhos e netos, plantando uma árvore no local. À tarde, Deng fez sua famosa fala aos funcionários do governo de Shenzhen:
 "[O governo de Shenzhen] deve ser mais ousado na realização das reformas e abertura, se atrever a fazer experimentos e não deve agir como mulheres com os pés atados. Se você acha que algo está certo, então teste-o com bravura e abrace-o. A importante experiência de Shenzhen é seu espírito ousado. Sem esse espírito ousado e coragem, sem a energia, você não consegue encontrar um bom caminho ou um novo caminho, nem criar uma nova carreira." 

 (改革开放胆子要大一些，敢于试验，不能像小脚女人一样。看准了的，就大胆地试，大胆地闯。深圳的重要经验就是敢闯。没有一点闯的精神，没有一点“冒”的精神，没有一股气呀、劲呀，就走不出一条好路，走不出一条新路，就干不出新的事业") 
 Durante a visita, Deng afirmou desejar que a província de Cantão alcançasse os "quatro tigres asiáticos" em termos de desenvolvimento econômico nos próximos 20 anos. A visita de Deng também salvou o mercado de capitais da China, especialmente as duas bolsas de valores recém-estabelecidas: a Bolsa de Xangai (fundada em novembro de 1990) e a Bolsa de Shenzhen (em dezembro de 1990). Deng apontou que:
 "Será necessário um estudo cuidadoso para determinar se as ações e o mercado de ações são bons para o socialismo ou não, ou se eles pertencem somente ao capitalismo. Isso também significa que devemos primeiro experimentá-los!" 

 (证券、股票，这些东西究竟好不好，有没有危险，是不是资本市场独有的东西，社会主义能不能用?允许看，但要坚决地试) 

### Zhuhai
Em 23 de janeiro, Deng partiu para Zhuhai, outra zona econômica especial na província de Cantão. Em Zhuhai, Deng enfatizou a vários líderes militares do Exército de Libertação Popular, incluindo Yang Shangkun, Liu Huaqing e Yang Baibing, que "aqueles que não promovem a reforma devem ser retirados de suas posições de liderança". Ele também fez visitas a várias empresas de alta tecnologia em Zhuhai, onde sublinhou a importância da ciência e da tecnologia e pediu aos estudantes chineses no exterior para que voltassem à sua pátria. Deng deixou a região em 29 de janeiro. 

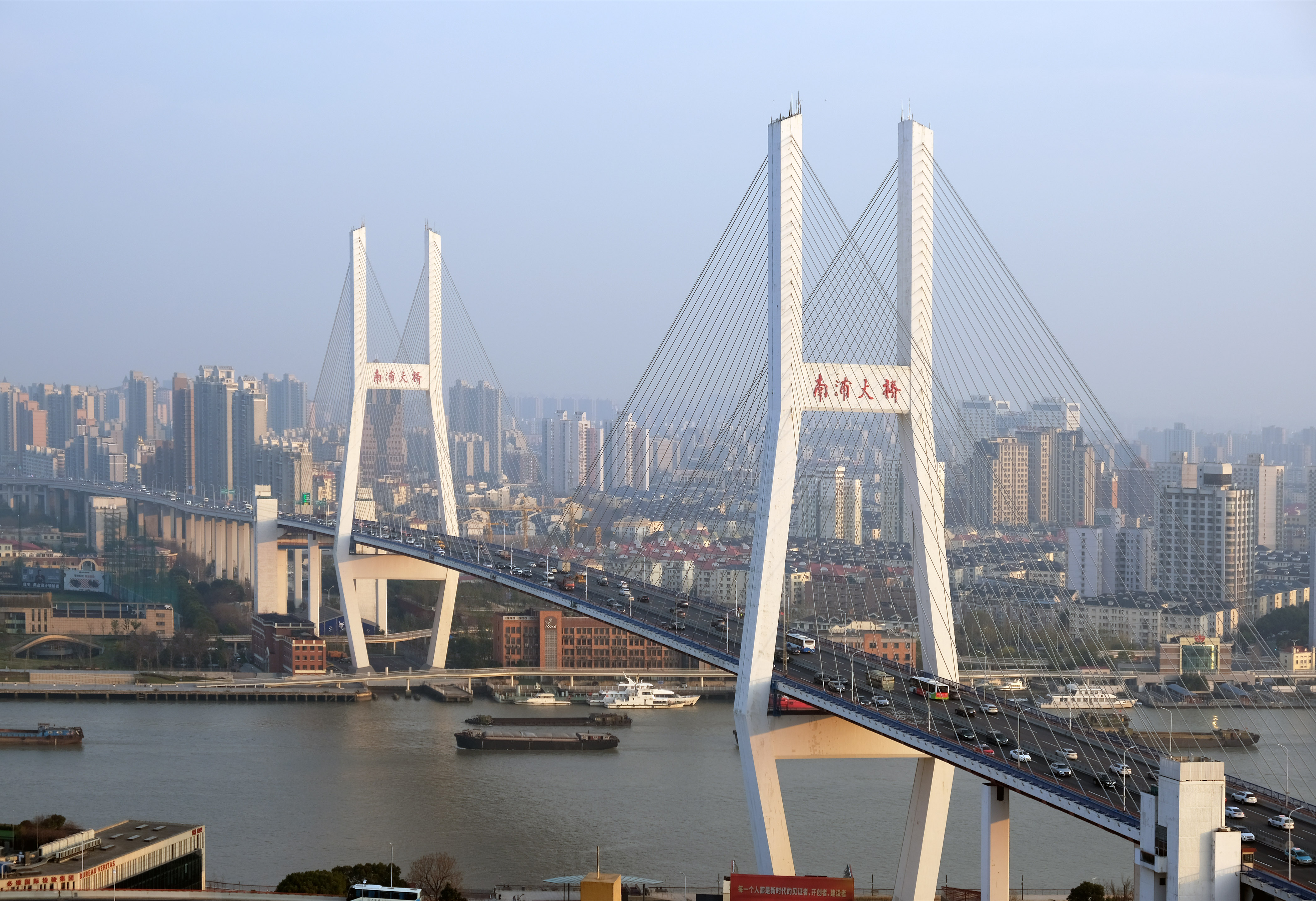
Deng visitou a Ponte Nanpu de Xangai em 7 de fevereiro de 1992.

### Xangai
Em 31 de janeiro, Deng chegou a Xangai, onde comemorou o Ano Novo Chinês de 1992.
Em Xangai, Deng visitou a Ponte Nanpu em 7 de fevereiro e no dia seguinte percorreu o Rio Huangpu em um cruzeiro acompanhado por autoridades locais, incluindo Huang Ju e Wu Bangguo. Juntamente com Yang Shangkun e outros, Deng visitou várias empresas de alta tecnologia em Xangai a partir de 10 de fevereiro. Em 18 de fevereiro, passou a noite no Festival das Lanternas, no distrito comercial da Rua de Nanquim. 
Deng deixou Xangai e partiu para Pequim em 23 de fevereiro, completando sua viagem no sul. A viagem foi fundamental no desenvolvimento da nova área de Pudongem Xangai, revitalizando o papel da cidade como um dos centros econômicos da China.

## Observações notáveis
Em sua turnê, Deng fez vários discursos que geraram grande apoio local à sua plataforma reformista. Ele ressaltou a importância da reforma econômica na China e criticou aqueles que eram contra novas reformas e abertura. Embora haja um debate sobre a veracidade da afirmação, sua famosa frase de efeito, "ficar rico é glorioso! (chinês: 致富 光荣)" desencadeou uma onda de empreendedorismo pessoal que continua a impulsionar a economia da China hoje. Ele também afirmou que os elementos "esquerdistas" da sociedade chinesa eram muito mais perigosos do que os elementos "direitistas".
Algumas das observações notáveis de Deng Xiaoping durante sua viagem ao sul incluem: 
- "Eu não me importo se o gato é preto ou branco, contanto que pegue ratos (chinês: 不管黑猫白猫，捉到老鼠就是好猫)", originalmente publicada por Deng na década de 1960, mas tornou-se amplamente conhecida depois o passeio.[12][39]
- "O desenvolvimento é de importância primordial (chinês: 发展才是硬道理)"[16]
- "[O governo de Shenzhen] deve ser mais ousado na realização das reformas e abertura, atrever a fazer experimentos e não deve agir como mulheres com os pés amarrados (chinês: 改革开放胆子要大一些，敢于试验，不能像小脚女人一样)[17][18]
- "Aqueles que não promovem a reforma devem ser retirados de suas posições de liderança (chinês: 谁不改革，谁就下台)" [2]
- "Deveríamos agir mais e nos envolver menos em conversas vazias (chinês: 多干实事，少说空话)"[40][41]

## Efeitos

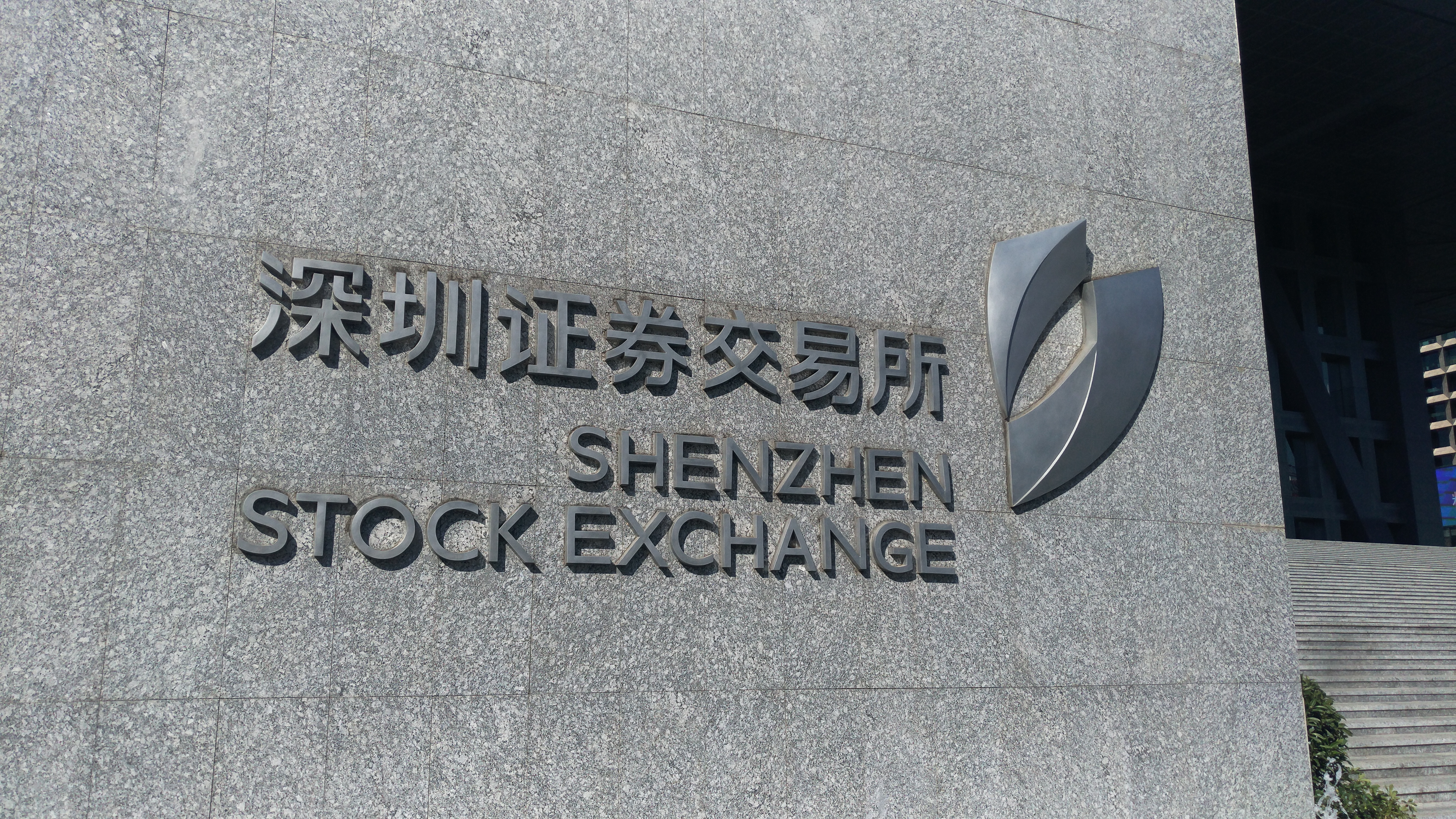
Bolsa de Valores de Shenzhen

A nova onda de retórica política de Deng deu lugar a uma nova tempestade política entre as facções do Politburo do Partido Comunista da China. Jiang finalmente ficou ao lado de Deng em abril de 1992, e a mídia nacional finalmente relataria a viagem de Deng ao sul após quase dois meses de sua conclusão. Observadores sugerem que a submissão de Jiang às políticas de Deng solidificou sua posição como sucessor aparente de Deng. Nos bastidores, a turnê sul de Deng ajudou seus aliados reformistas, como Zhu Rongji a subirem ao ápice do poder nacional e mudaram permanentemente a direção da China em direção ao desenvolvimento econômico. Além disso, o resultado final da turnê ao sul provou que Deng ainda era o homem mais poderoso da China.
A viagem de Deng ao sul também salvou o mercado de capitais da China e protegeu suas duas bolsas de valores: a Bolsa de Xangai e a Bolsa de Shenzhen. Além disso, sua insistência na abertura econômica ajudou nos níveis fenomenais de crescimento das áreas costeiras, especialmente na região do "Triângulo Dourado" ao redor de Xangai. Deng reiterou a política geral de que "algumas áreas devem ficar ricas antes de outras" e afirmou que a riqueza das regiões costeiras acabará sendo transferida para ajudar na construção econômica do interior. A teoria, no entanto, enfrentou vários desafios quando posta em prática, à medida que os governos provinciais se moviam para proteger seus próprios interesses. 